# Władimir Marcinkiewicz
Władimir Marcinkiewicz (ros. Владимир Николаевич Марцинкевич, ur. 10 marca?/22 marca 1896 w Borysowie, zm. 30 lipca 1944 w rejonie Puław) – radziecki dowódca wojskowy, generał major, Bohater Związku Radzieckiego (1945).

## Życiorys
Urodził się w białoruskiej rodzinie robotniczej. Skończył 7 klas i pracował w zakładzie leśnym, od 1915 służył w rosyjskiej armii, brał udział w I wojnie światowej.
W 1917 wstąpił do Czerwonej Gwardii. Od lutego 1918 dowodził oddziałem partyzanckim, 1918 wstąpił do Armii Czerwonej, walczył w wojnie domowej jako dowódca oddziału i batalionu, a od 1919 pułku, uczestniczył m.in. w walkach przeciw Korpusowi Czechosłowackiemu, białym na Powołżu i oo stycznia do grudnia 1919 na Froncie Południowym przeciw armii Denikina, był dwukrotnie ranny i raz kontuzjowany. Od grudnia 1919 brał udział w wojnie z Polską, 1923 ukończył szkołę wojskową w Charkowie i został pomocnikiem dowódcy batalionu, później dowódcą batalionu, pomocnikiem dowódcy i dowódcą pułku, szefem zaopatrzenia dywizji piechoty i pomocnikiem dowódcy dywizji piechoty. W 1937 skończył kursy doskonalenia kadry dowódczej przy Wojskowej Akademii Gospodarczej, w listopadzie 1939 został dowódcą 173 Dywizji Piechoty, od 1939 należał do WKP(b), 1939–1940 brał udział w wojnie z Finlandią w składzie 7 Armii na Przesmyku Karelskim, 16 lipca 1940 został dowódcą 176 Dywizji Piechoty rozlokowanej w Bielcach w Odeskim Okręgu Wojskowym. 
Od czerwca 1941 walczył w wojnie z Niemcami, m.in. nad Prutem i Dniestrem i pod Kiszyniowem, 9 listopada 1941 otrzymał stopień generała majora, uczestniczył w donbaskiej operacji obronnej i rostowskiej operacji zaczepnej, 15 lipca 1942 został dowódcą 24 Armii Frontu Południowego i 17 lipca 1942 brał udział w walkach nad Dońcem. Pod koniec lipca uczestniczył w walkach pod Salskiem i Nowym Jegorłykiem, wraz z armią został włączony w skład Frontu Północno-Kaukaskiego, 8 sierpnia 1942 został dowódcą nowo sformowanej 9 Armii Frontu Zakaukaskiego, uczestniczył w walkach nad Terekiem, od 29 sierpnia do października 1942 pozostawał w rezerwie Stawki. Od października 1942 do marca 1943 dowodził 229 Dywizją Piechoty 52 Armii Frontu Wołchowskiego, w marcu 1943 z powodu ciężkiej choroby został odesłany na leczenie, po wyleczeniu w lipcu 1943 został skierowany na kursy do Wyższej Akademii Wojskowej im. Woroszyłowa, a od 24 kwietnia do 30 lipca 1944 był dowódcą 134 Dywizji Piechoty 61 Korpusu Piechoty 69 Armii 1 Frontu Białoruskiego. Podczas operacji brzesko-lubelskiej w lipcu 1944 dywizja pod jego dowództwem sforsowała zachodni Bug, a w nocy na 29 lipca 1944 sforsowała Wisłę w rejonie Puław, odpierając sześć niemieckich kontrataków. Podczas bombardowania przez niemieckie samoloty został śmiertelnie ranny. Pochowano go w Łucku. W Krupkach jego imieniem nazwano szkołę, a w Łucku jego imieniem nazwano ulicę.

## Odznaczenia
- Złota Gwiazda Bohatera Związku Radzieckiego (pośmiertnie 6 kwietnia 1945)
- Order Lenina (pośmiertnie 6 kwietnia 1945)
- Order Czerwonego Sztandaru (dwukrotnie - 1940 i 5 listopada 1941)
- Medal jubileuszowy „XX lat Robotniczo-Chłopskiej Armii Czerwonej” (1938)